# Psyllidae
Los psílidos (Psyllidae) son una familia de insectos hemípteros del suborden Sternorrhyncha. La mayoría se especializan en una o unas pocas especies huéspedes. Algunas especies son serias plagas de los cultivos. Algunas transmiten patógenos a las plantas que atacan.
Se han encontrado fósiles del Pérmico temprano, antes de que aparecieran las plantas con flores.
Incluye las siguientes subfamilias:
- Acizziinae - Anomoneurinae - Arytaininae - Diaphorininae - Paurocephalinae - Psyllinae - Rhinocolinae - Spondyliaspidinae

## Géneros
Esta lista está en revisión:
- Acizzia
- Agonoscena
- Allocarsidara
- Arytainilla
- Blastopsylla
- Boreioglycaspis
- Cacopsylla
- Cryptoneossa
- Ctenarytaina
- Diaphorina
- Eucalyptolyma
- Euphyllura
- Glycaspis
- Heteropsylla
- Prosopidopsylla
- Psylla
- Psyllopsis
- Retroacizzia
- Tetragonocephela